# Betonformstein
Betonformsteine sind Formsteine aus Betonguss, die als dekorative Elemente verwendet werden.

## Vereinigte Staaten
In den Vereinigten Staaten hatte Frank Lloyd Wright sogenannte Textile Blocks schon in den 1920er Jahren verwendet: Hollyhock House (1922), Millard House (1923), John Storer House (1923), Ennis House (1924) und Samuel Freeman House (1924). Alle fünf Häuser sind im sogenannten Mayan-Revival-Stil erbaut. Wrights Sohn Lloyd erbaute 1926 im selben Stil, ebenfalls mit Textile Blocks, das John Sowden House. Alle genannten Beispiele befinden sich im Großraum Los Angeles.

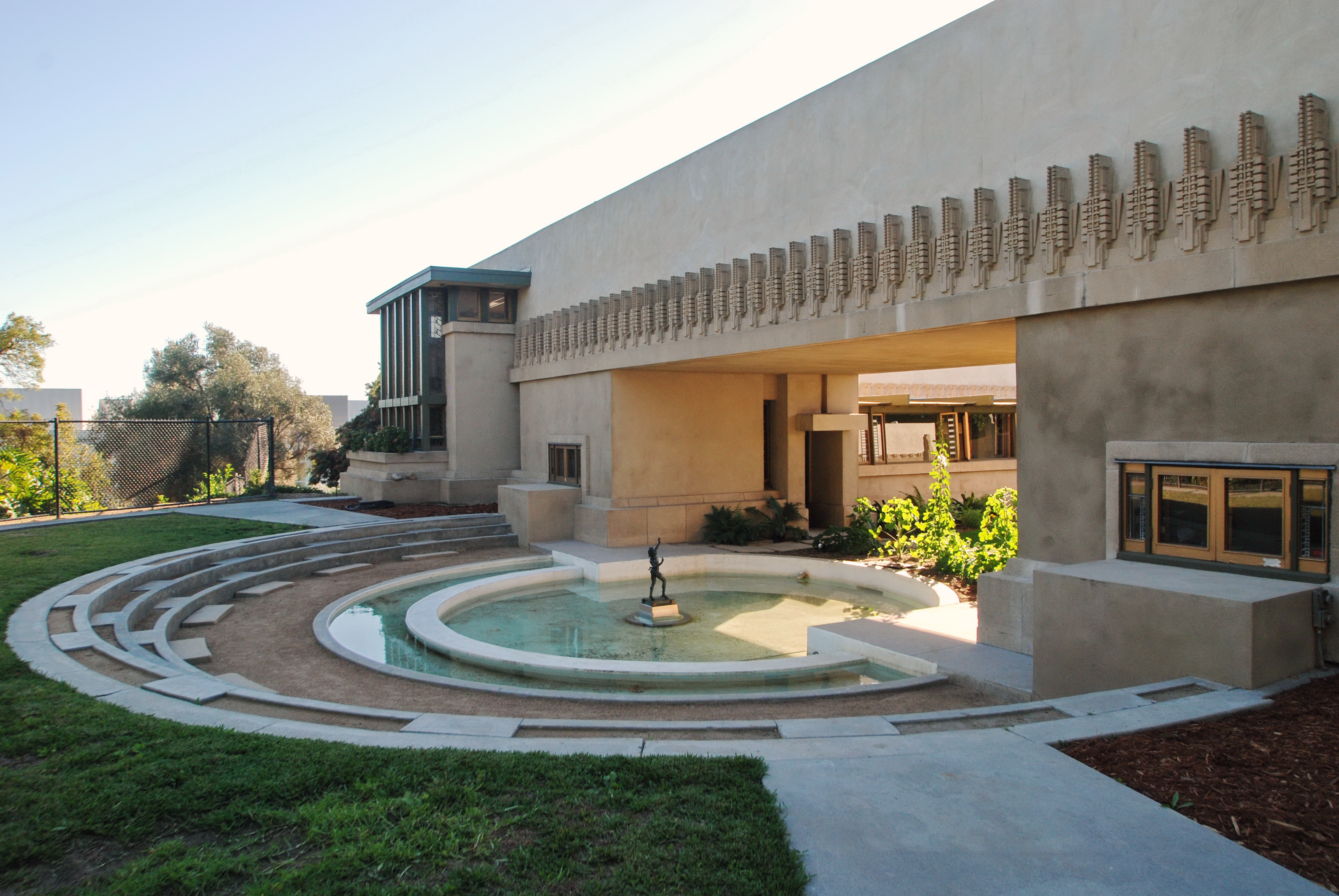
Hollyhock House
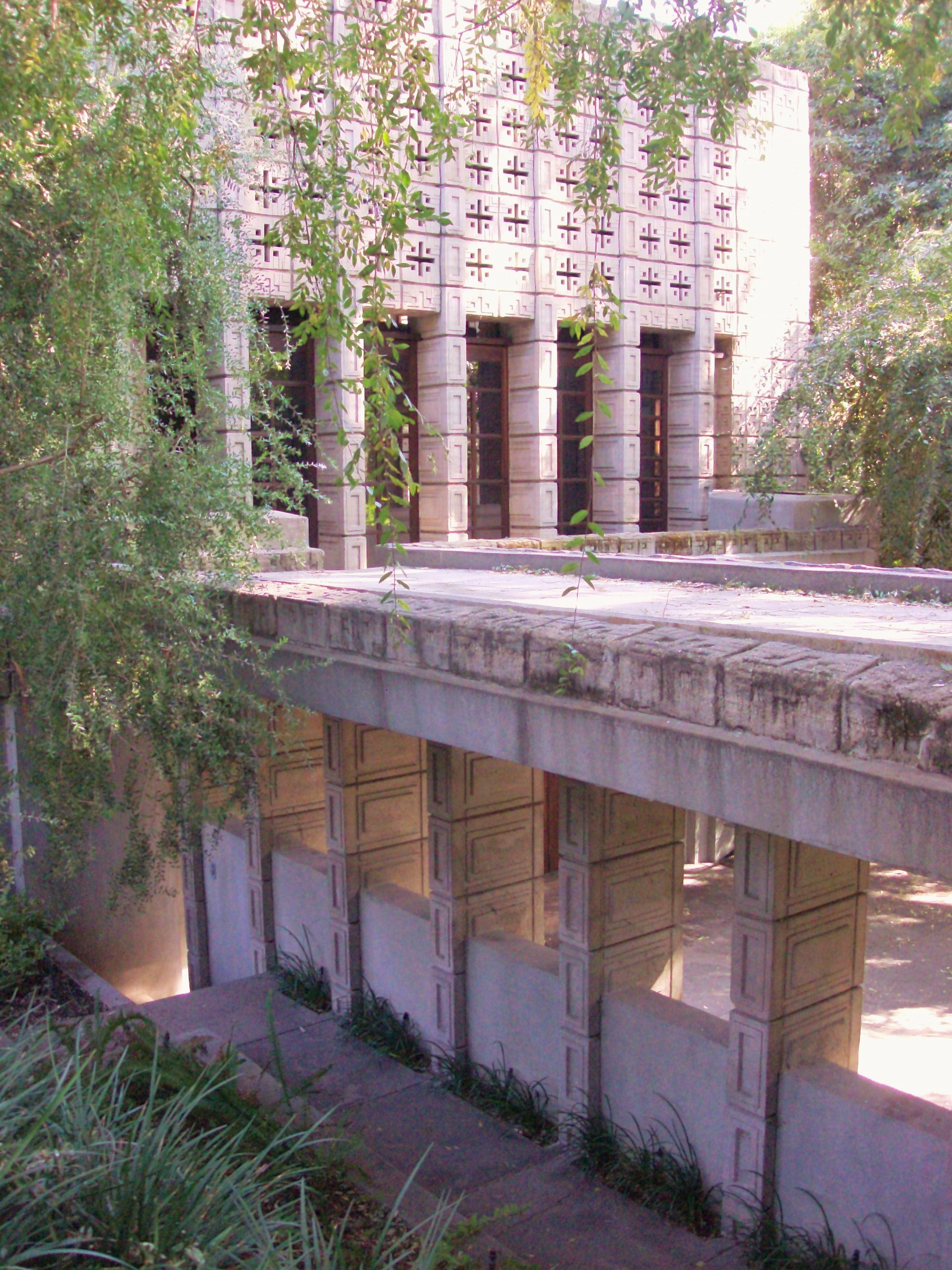
Millard House
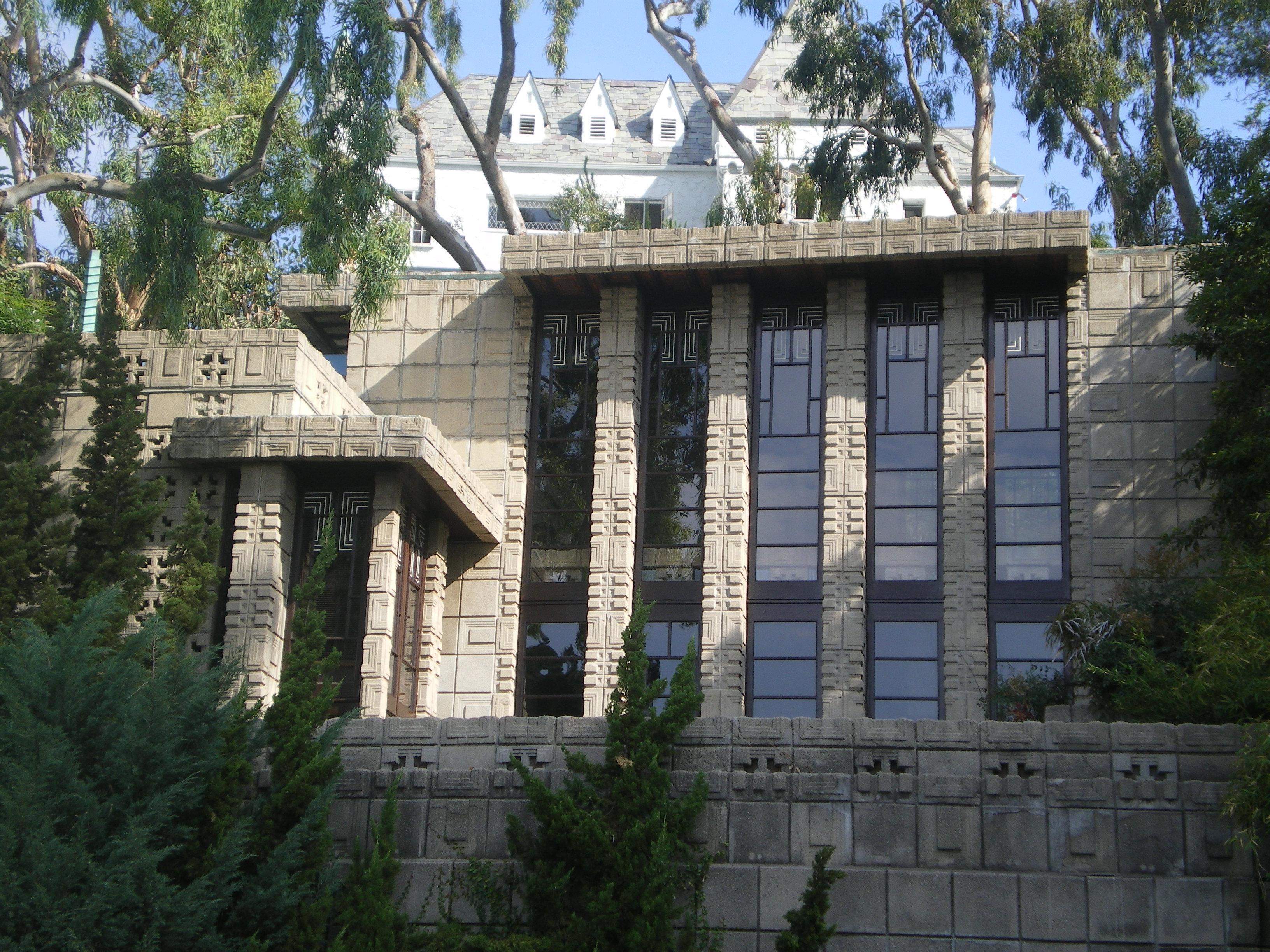
Storer House
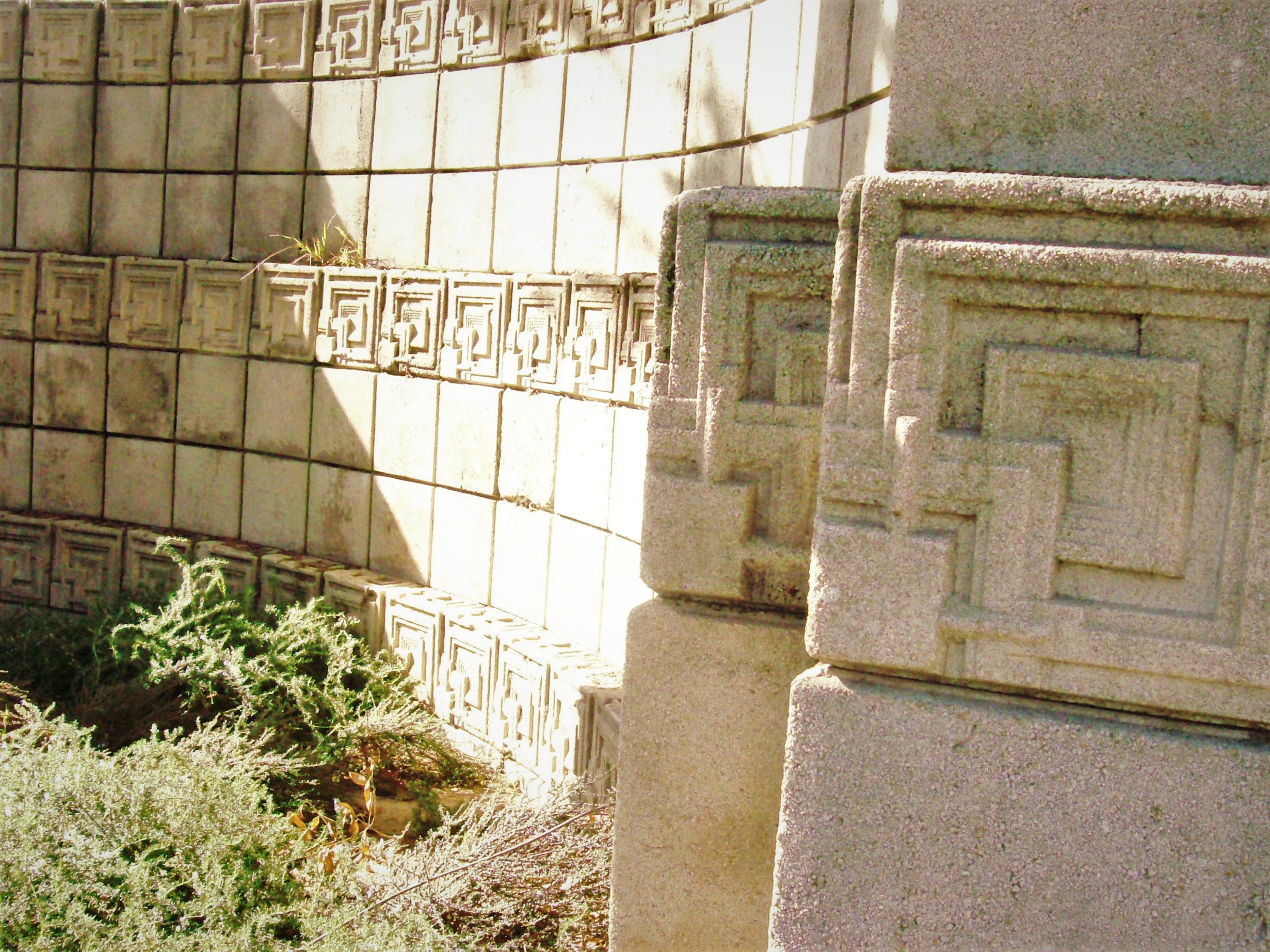
Ennis House
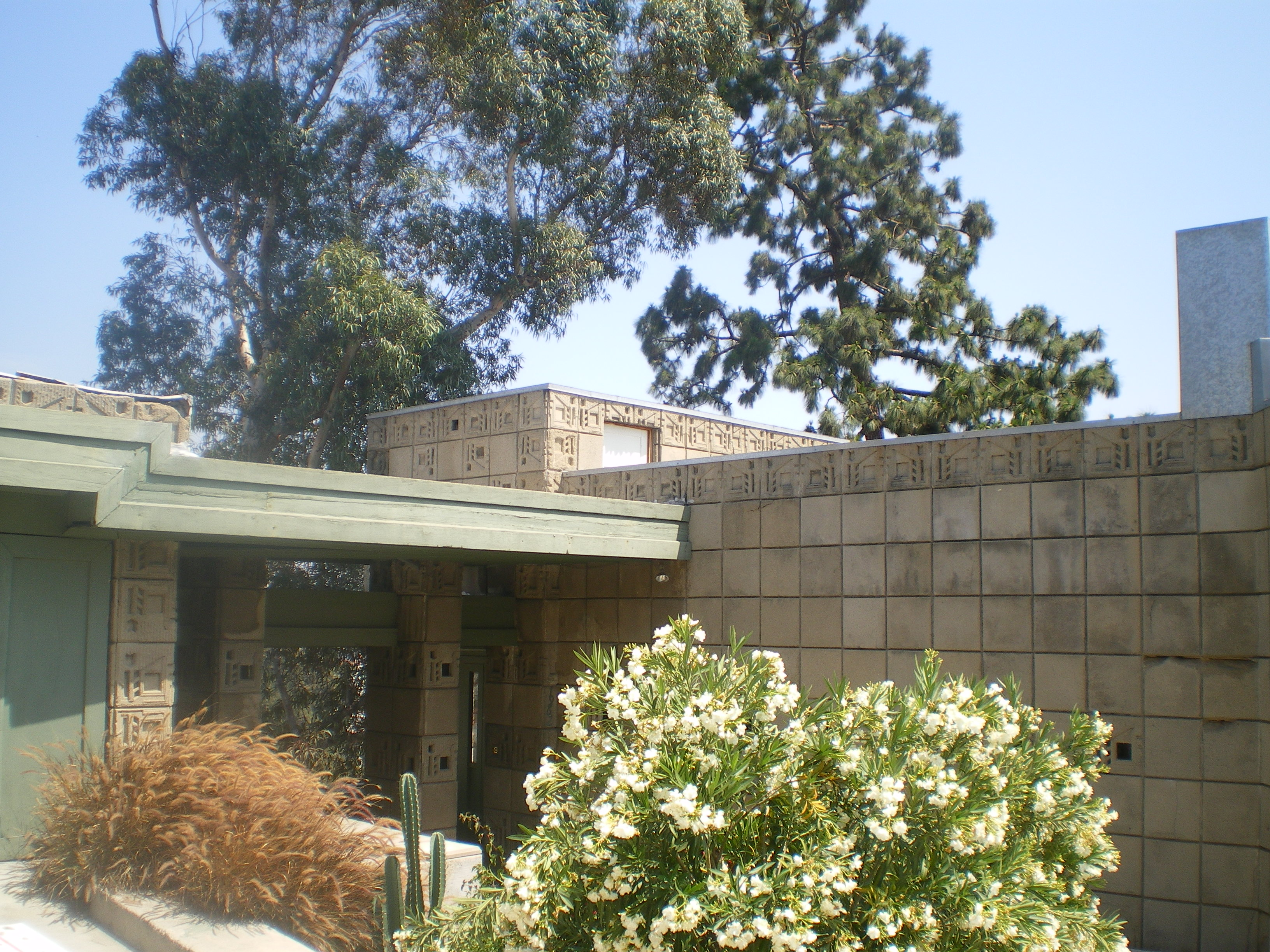
Freeman House
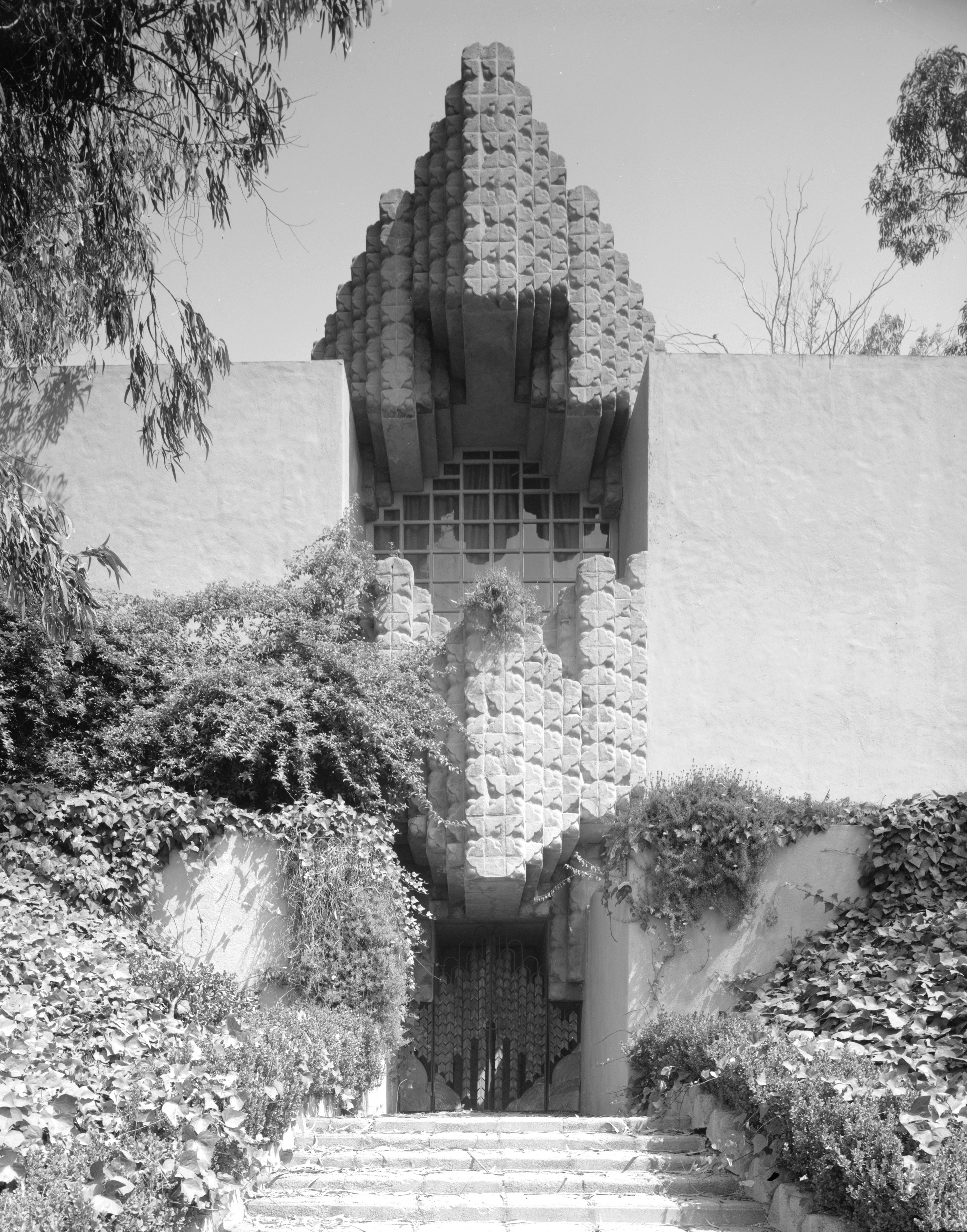
Sowden House

## Europa

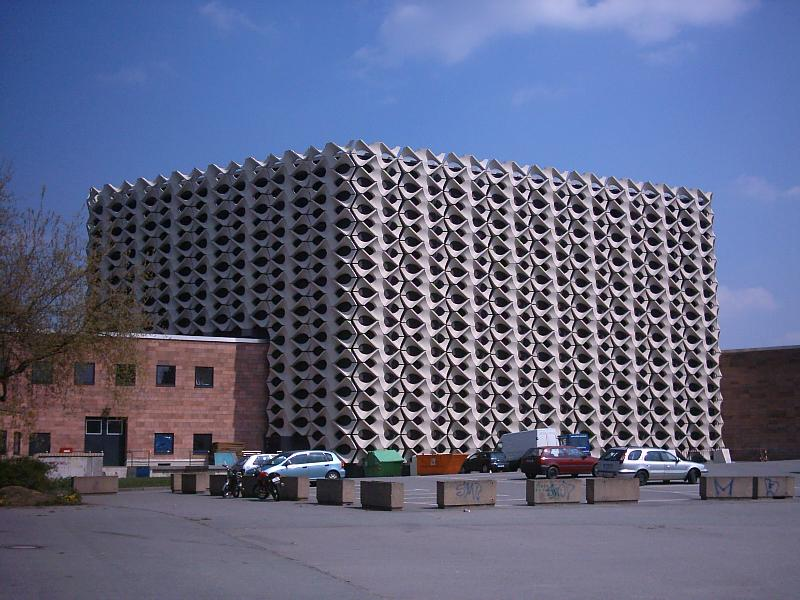
Rudolf Weiser, Hubert Schiefelbein: Stadthalle Chemnitz, 1969–1974

Seit den späten 1960er Jahren wurden Betonformsteine vor allem in der DDR (siehe Serielles Betonformsteinsystem), aber auch anderen Teilen Europas verbaut, besonders in der sozialistischen Architektur im östlichen Europa. Eingesetzt wurden und werden sie noch heute zur Abgrenzung von Grundstücken oder als Überputzdekoration von Wandbereichen. Charakteristisch hierfür war die Durchbruchoptik mit konvexen oder konkaven Konturrundungen, die abhängig vom Sonnenstand einen Wechsel der Schattierung erzeugte.
Ein namhafter Gestalter von Betonformsteinen war Hubert Schiefelbein.